# Kp (dwuznak)
Kp – dwuznak składający się z liter K i P. Używana jest w niektórych językach w Afryce. Występuje na przykład w gramatyce afrykańskiego języka ewe, oznacza spółgłoskę zwartą wargowo-miękkopodniebienną bezdźwięczną. W międzynarodowej transkrypcji fonetycznej IPA oznaczany symbolem [k͡p]. Brak jednak polskiego fonetycznego odpowiednika dla tego używanego przez nich dwuznaku.